# Медаль «За отличие в службе» (ФСЖВ)
Меда́ль «За отли́чие в слу́жбе» — ведомственная медаль Федеральной службы железнодорожных войск Российской Федерации, учреждённая приказом ФСЖВ РФ № 46 от 4 февраля 1999 года.
В связи с упразднением ФСЖВ России 9 марта 2004 года и вхождением железнодорожных войск в состав Министерства обороны РФ, награждение данной медалью прекращено.

## Правила награждения
Согласно Положению медалью «За отличие в службе» награждались военнослужащие железнодорожных войск Российской Федерации, безупречно прослужившие в железнодорожных войсках Российской Федерации не менее пяти лет на воинских должностях, для которых штатом предусмотрено воинское звание прапорщика или офицера, проявившие инициативу, самоотверженность и отличие при исполнении служебных обязанностей и внесшие большой личный вклад в решение специальных задач, стоящих перед войсками, обучение и воспитание личного состава, укрепление боевой готовности, научно-исследовательское, правовое или кадровое обеспечение деятельности железнодорожных войск Российской Федерации.
Командующий железнодорожными войсками Российской Федерации мог принять решение о награждении медалью и других лиц за заслуги перед войсками в решении специальных задач.

## Правила ношения
Медаль носится на левой стороне груди и размещается ниже государственных наград в порядке, установленном Правилами ношения военной формы одежды. При наличие других наград перед Медалью "За доблесть". 

## Описание медали
Медаль представляет собой четырёхконечный равноконечный крест, с расширяющимися концами. Крест чёрного цвета с широким тёмно-зелёным кантом. В центре креста — серебристая эмблема ФСЖВ. На оборотной стороне креста надпись: «ЗА ОТЛИЧИЕ В СЛУЖБЕ». Медаль изготовлена из томпака, нейзильбера и с применением горячих эмалей.
Медаль при помощи ушка и кольца соединяется с четырёхугольной колодкой, обтянутой муаровой лентой тёмно-зелёного цвета, имеющей по бокам две чёрные полосы. 16 мая 2002 года приказом директора ФСЖВ № 234 четырехугольная колодка была заменена на пятиугольную.
Медаль изготавливалась ООО «Орёл и Ко»; художник Р. И. Маланичев.